# محمد كنجو حسن
محمد كنجو حسن هو ضابط في جيش نظام بشار الأسد اشتهر بتوليه منصب النائب العام العسكري بالمحكمة الميدانية العسكرية ومسؤوليته عن آلاف أحكام الإعدام بحق معارضي نظام الأسد.

## تدرجه في الجيش
حصل على شهادة في الحقوق من جامعة دمشق، ثم التحق بالجيش وتدرج في سلك القضاء العسكري، بدءا من منصب قاضي الفرد العسكري الثاني في حلب، ثم مستشارا بمحكمة الجنايات العسكرية في دمشق، وصولا إلى منصب النائب العام العسكري بالمحكمة الميدانية العسكرية.

## اعتقاله
بعد سقوط نظام بشار الأسد، حاولت قوة أمنية اعتقال محمد كنجو حسن من بيته في قرية خربة المعزة في ريف طرطوس. خلال البحث عنه اعترضهم مسلحون من أتباع الضابط يقودهم شقيق المطلوب، ونصبوا كمينا لهم قرب القرية فقتلوا أربعة عشر عنصرًا وأصابوا عشرة آخرين بينما قتل ثلاثة من المسلحين المهاجمين. شنت القوات المسلحة مداهمة في قرية خربة المعزة، أسفرت عن اعتقال كانجو حسن وعشرين من معاونيه. وقد تم العثور على كانجو حسن مختبئًا داخل حفرة في الأرض.